# Liste baptistischer Kirchen
Diese Liste baptistischer Kirchen führt nationale und internationale baptistische Föderationen sowie lose Zusammenschlüsse baptistischer Gemeinden rund um die Erde.
Die meisten Baptisten haben ein kongregationalistisches Verständnis von Kirche. Die wesentliche Rolle in ihrer Ekklesiologie spielt die Ortsgemeinde. Gemeindebünde haben nach ihrem Verständnis keine theologische Bedeutung. Sie haben ihre Begründung unter anderem in der gemeinsamen Geschichte, in der gemeinsamen theologischen Ausrichtung sowie in gemeinsamen Aufgaben, die die Möglichkeiten einer Einzelgemeinde in der Regel übersteigt (zum Beispiel die theologische Ausbildung der Hauptamtlichen, Diakonie, Mission). Örtliche Baptistengemeinden können aus ihrem angestammten Zusammenschluss austreten und in eine andere Union wechseln. Manche sogenannte „freie“ oder „unabhängige“ Baptistengemeinden gehören keiner überörtlichen Verbindung an.

## Globale Zusammenarbeit
Zum Weltbund der Baptisten gehören rund 47 Millionen gläubig getaufter Mitglieder. Er ist der größte weltweite Zusammenschluss von Baptistenbünden.
- Baptistischer Weltbund (engl.: Baptist World Alliance) mit folgenden regionalen Zusammenschlüssen:
  - All-Africa Baptist Fellowship
  - Asia Pacific Baptist Federation
  - Caribbean Baptist Fellowship
  - Europäisch-Baptistische Föderation
  - North American Baptist Fellowship
  - Unión Bautista Latinoamericana
  - Seventh Day Baptist World Federation (Die Föderation besitzt eine direkte Mitgliedschaft beim Baptistischen Weltbund, gehört also nicht zu einer der regionalen Zusammenschlüsse.)

## Mitgliedskirchen des Baptistischen Weltbunds
| Land oder Territorium          | Name | Kirchengemeinden (Stand 2021) | Mitglieder (Stand 2021) |
| ------------------------------ | --- | ----------------------------- | ----------------------- |
| Ägypten                        | Egyptian Baptist Convention                                                                                     | 19                            | 2.250                   |
| Angola                         | Convenção Baptista de Angola                                                                                    | 379                           | 37.500                  |
| Angola                         | Igreja Baptista Livre em Angola                                                                                 | 58                            | 3.916                   |
| Angola                         | Igreja Evangélica Baptista em Angola                                                                            |                               |                         |
| Antigua und Barbuda            | Antigua Baptist Association                                                                                     | 4                             | 250                     |
| Äquatorialguinea               | Iglesia Bautista de Guinea Ecuatorial                                                                           | 4                             | 148                     |
| Argentinien                    | Asociación Bautista Argentina                                                                                   | 66                            | 8.700                   |
| Argentinien                    | Convención Evangélica Bautista Argentina                                                                        | 670                           | 85.000                  |
| Armenien                       | Union of Evangelical Christian Baptist Churches of Armenia                                                      | 160                           | 5.500                   |
| Aserbaidschan                  | Union of Evangelical Christians-Baptists of Azerbaijan                                                          | 22                            | 3.000                   |
| Äthiopien                      | Emmanuel Baptist Church of Ethiopia                                                                             |                               |                         |
| Äthiopien                      | Evangelical Baptist Church of Ethiopia                                                                          | 35                            | 42.720                  |
| Äthiopien                      | Yethiopia Addis Kidan Ketimiqawti Betkirisetiyan                                                                | 147                           | 42.270                  |
| Australien                     | Baptist Union of Australia                                                                                      | 1.021                         | 76.046                  |
| Bahamas                        | The Bahamas National Baptist Missionary and Educational Convention                                              | 400                           | 78.000                  |
| Bangladesch                    | Bangladesh Baptist Church Fellowship                                                                            | 535                           | 54.500                  |
| Bangladesch                    | Bangladesh Baptist Church Sangha (BBCS)                                                                         | 381                           | 25.187                  |
| Bangladesch                    | Garo Baptist Convention, Bangladesh                                                                             | 159                           | 13.300                  |
| Barbados                       | Baptist Alliance of Barbados                                                                                    | 5                             | 190                     |
| Barbados                       | Barbados Baptist Convention                                                                                     | 4                             | 250                     |
| Belarus                        | Union of Evangelical Christian Baptists of Belarus                                                              | 285                           | 12.312                  |
| Belgien                        | Union of Baptists in Belgium (Union des Baptistes en Belgique) (Unie van Baptisten in België)                   | 31                            | 1.505                   |
| Belize                         | Baptist Association of Belize                                                                                   | 52                            | 4.000                   |
| Benin                          | Union des Eglises Protestantes Baptistes du Bénin                                                               | 359                           | 10.884                  |
| Bermuda                        | Bermuda Baptist Fellowship                                                                                      | 3                             | 330                     |
| Bolivien                       | Convención Bautista Boliviana                                                                                   | 267                           | 50.580                  |
| Bolivien                       | Unión Bautista Boliviana                                                                                        | 265                           | 50.000                  |
| Bosnien und Herzegowina        | Baptist Church in Bosnia/Herzegovina                                                                            | 6                             | 220                     |
| Botswana                       | Baptist Convention to Botswana                                                                                  | 17                            | 657                     |
| Brasilien                      | Convençáo Batista Brasileira                                                                                    | 9.018                         | 1.790.227               |
| Brasilien                      | Convenção Batista Nacional                                                                                      |                               |                         |
| Brasilien                      | Convenção das Igrejas Batistas Independentes                                                                    | 600                           | 45.000                  |
| Bulgarien                      | Sŭyuz na Evangelskite Baptistki Tsŭrkvi v Bŭlgariya                                                             | 68                            | 2.850                   |
| Burkina Faso                   | Union des Eglises Evangeliques Baptiste du Burkina Faso                                                         | 60                            | 3.000                   |
| Burundi                        | Eglise Baptiste Libre du Burundi                                                                                | 94                            | 12.326                  |
| Burundi                        | Union des Eglises Baptistes du Burundi                                                                          | 230                           | 52.000                  |
| Chile                          | National Baptist Convention of Chile                                                                            | 50                            | 2.650                   |
| Chile                          | Unión de Iglesias Evangélicas Bautistas de Chile                                                                | 525                           | 25.208                  |
| Costa Rica                     | Federación de Asociaciones Bautistas de Costa Rica                                                              | 27                            | 2.500                   |
| Dänemark                       | Baptistkirken i Danmark                                                                                         | 55                            | 5.188                   |
| Demokratische Republik Kongo   | Communauté Baptiste au Centre de l’Afrique                                                                      | 781                           | 212.750                 |
| Demokratische Republik Kongo   | Communauté Baptiste des Fidèles en Afrique                                                                      | 394                           | 43.997                  |
| Demokratische Republik Kongo   | Communauté Baptiste du Congo                                                                                    | 966                           | 1.050.000               |
| Demokratische Republik Kongo   | Communauté Baptiste du Fleuve Congo                                                                             | 2.668                         | 1.760.634               |
| Demokratische Republik Kongo   | Communauté des Eglises Baptistes Autonomes Entre Wamba-Bakali                                                   | 140                           | 45.600                  |
| Demokratische Republik Kongo   | Communauté des Eglises Baptistes du Congo-Est (Sitz in Ruanda)                                                  | 482                           | 102.843                 |
| Demokratische Republik Kongo   | Communauté Union des Eglises Baptistes au Congo                                                                 | 372                           | 46.321                  |
| Demokratische Republik Kongo   | Community of United Baptist (CEBU)                                                                              | 118                           | 45.000                  |
| Demokratische Republik Kongo   | Convention Baptiste Evangélique du Congo                                                                        | 25                            | 3.413                   |
| Demokratische Republik Kongo   | Eglise Baptiste au Congo                                                                                        | 110                           | 28.825                  |
| Demokratische Republik Kongo   | Union des Eglises Baptistes au Congo                                                                            | 278                           | 24.321                  |
| Deutschland                    | Bund Evangelisch-Freikirchlicher Gemeinden in Deutschland K.d.ö.R.                                              | 801                           | 80.195                  |
| Deutschland                    | International Baptist Convention                                                                                | 65                            | 5.005                   |
| Dominikanische Republik        | Convención Bautista Dominicana                                                                                  | 5                             | 350                     |
| Ecuador                        | Convención Bautista Ecuatoriana                                                                                 | 233                           | 22.380                  |
| Elfenbeinküste                 | Unebamci Baptiste Missionnaire en Côte d’Ivoire                                                                 |                               |                         |
| El Salvador                    | Asociación Bautista de El Salvador                                                                              | 66                            | 2.600                   |
| El Salvador                    | Federación Bautista de El Salvador                                                                              | 35                            | 1.140                   |
| Estland                        | Eesti Evangeeliumi Kristlaste ja Baptistide Koguduste Liit                                                      | 85                            | 6.493                   |
| Fidschi                        | Fiji Baptist Convention                                                                                         | 19                            | 952                     |
| Finnland                       | Finlands Svenska Baptistsamfund                                                                                 | 14                            | 1.050                   |
| Finnland                       | Suomen Baptistikirkko                                                                                           | 15                            | 835                     |
| Frankreich                     | Fédération des Eglises Evangéliques Baptistes de France                                                         | 108                           | 6.091                   |
| Gambia                         | Baptist Union of the Gambia                                                                                     | 10                            | 785                     |
| Georgien                       | Evangelical Baptist Church of Georgia                                                                           | 38                            | 820                     |
| Ghana                          | Ghana Baptist Convention                                                                                        | 1.850                         | 312.020                 |
| Grenada                        | Grenada Baptist Association                                                                                     | 5                             | 485                     |
| Guadeloupe                     | Fédération des Églises Évangéliques Baptistes de la Guadeloupe (FEEBG)                                          | 15                            | 1.100                   |
| Guatemala                      | Convención de Iglesias Bautistas de Guatemala                                                                   | 845                           | 72.000                  |
| Guyana                         | Baptist Convention of Guyana                                                                                    | 22                            | 2.500                   |
| Haiti                          | Connexion des Églises Baptistes Haitiennes pour la Mision Intégrale                                             | 150                           | 45.000                  |
| Haiti                          | Convention Baptiste d’Haiti                                                                                     | 112                           | 50.000                  |
| Haiti                          | Mission Baptiste Conservatrice d’Haiti                                                                          | 360                           | 22.400                  |
| Haiti                          | Mission Evangélique Baptiste du Sud d’Haïti                                                                     | 488                           | 60.000                  |
| Honduras                       | Convención Nacional de Iglesias Bautistas de Honduras                                                           | 532                           | 23.660                  |
| Hongkong                       | Baptist Convention of Hong Kong                                                                                 | 164                           | 114.016                 |
| Indien                         | Arunachal Baptist Church Council                                                                                | 1.152                         | 100.397                 |
| Indien                         | Assam Baptist Convention                                                                                        | 921                           | 37.410                  |
| Indien                         | Baptist Church of Mizoram                                                                                       | 663                           | 122.072                 |
| Indien                         | Baptist Churches Council of Eastern India (BCCEI)                                                               | 142                           | 26.513                  |
| Indien                         | Baptist Union of North India                                                                                    | 54                            | 15.700                  |
| Indien                         | Bengal Baptist Union (BBU)                                                                                      | 145                           | 7.785                   |
| Indien                         | Convention of Baptist Churches of the Northern Circars                                                          | 310                           | 240.000                 |
| Indien                         | Evangelical Baptist Convention of India                                                                         | 207                           | 40.859                  |
| Indien                         | Garo Baptist Convention of India                                                                                | 2.619                         | 333.908                 |
| Indien                         | India Association of General Baptists                                                                           | 121                           | 10.300                  |
| Indien                         | India Baptist Convention                                                                                        | 80                            | 8.000                   |
| Indien                         | Karbi Hill Baptist Convention                                                                                   | 338                           | 37.515                  |
| Indien                         | Karnataka Baptist Convention                                                                                    | 900                           | 72.000                  |
| Indien                         | Lairam Jesus Christ Baptist Church                                                                              | 118                           | 19.822                  |
| Indien                         | Lower Assam Baptist Union (LABU)                                                                                | 335                           | 38.088                  |
| Indien                         | Maharashtra Baptist Society                                                                                     | 413                           | 12.565                  |
| Indien                         | Manipur Baptist Convention                                                                                      | 1.449                         | 216.429                 |
| Indien                         | Nagaland Baptist Church Council                                                                                 | 1.615                         | 610.825                 |
| Indien                         | North Bank Baptist Christian Association                                                                        | 1.228                         | 109.838                 |
| Indien                         | Orissa Baptist Evangelistic Crusade (OBEC)                                                                      | 34                            | 3.842                   |
| Indien                         | Tripura Baptist Christian Union                                                                                 | 943                           | 70.654                  |
| Indonesien                     | Union of Indonesian Baptist Churches                                                                            | 648                           | 45.450                  |
| Indonesien                     | Convention of Indonesian Baptist Churches                                                                       | 149                           | 9.976                   |
| Indonesien                     | The Fellowship of Baptist Churches of Papua                                                                     | 310                           | 70.000                  |
| Israel                         | Association of Baptist Churches in Israel (ABCI)                                                                | 17                            | 900                     |
| Italien                        | Unione Cristiana Evangelica Battista d’Italia                                                                   | 120                           | 4.300                   |
| Jamaika                        | Jamaica Baptist Union                                                                                           | 339                           | 40.132                  |
| Japan                          | Japan Baptist Conference                                                                                        | 11                            | 476                     |
| Japan                          | Japan Baptist Convention (Nihon baputesuto renmei)                                                              | 320                           | 13.975                  |
| Japan                          | Japan Baptist Union (Nihon baputesuto dōmei)                                                                    | 67                            | 3.408                   |
| Japan                          | Okinawa Baptist Convention (Okinawa baputesuto renmei)                                                          | 36                            | 2.578                   |
| Jordanien                      | Jordan Baptist Convention                                                                                       | 22                            | 1.500                   |
| Kambodscha                     | Cambodia Baptist Union                                                                                          | 548                           | 22.891                  |
| Kamerun                        | Cameroon Baptist Convention                                                                                     | 1.537                         | 228.655                 |
| Kamerun                        | Eglise Baptiste Camerounaise                                                                                    | 135                           | 16.000                  |
| Kamerun                        | Union des Eglises Baptistes du Cameroun                                                                         | 525                           | 80.000                  |
| Kanada                         | Canadian Baptist Ministries                                                                                     | 982                           | 81.792                  |
| Kanada                         | Canadian National Baptist Convention                                                                            | 404                           | 23.130                  |
| Kolumbien                      | Denominación Bautista Colombiana                                                                                | 202                           | 21.844                  |
| Kroatien                       | Savez baptističkih crkava u Republici Hrvatskoj                                                                 | 48                            | 1.800                   |
| Kuba                           | Convención Bautista de Cuba Oriental                                                                            | 672                           | 43.506                  |
| Kuba                           | Convención Bautista de Cuba Occidental                                                                          | 538                           | 27.620                  |
| Kuba                           | Convención Bautista Libre de Cuba                                                                               | 43                            | 2.650                   |
| Kuba                           | Fraternidad de Iglesias Bautistas de Cuba                                                                       | 41                            | 2.206                   |
| Lettland                       | Latvijas Baptistu draudžu savienība                                                                             | 92                            | 6.449                   |
| Libanon                        | Convention of the Evangelical Baptist Churches in Lebanon                                                       | 32                            | 1.600                   |
| Liberia                        | Liberia Baptist Missionary and Educational Convention, Inc.                                                     | 289                           | 55.298                  |
| Litauen                        | Lietuvos Evangeliku Baptistu Bendruomeniu Sajunga                                                               | 8                             | 245                     |
| Macau                          | Macau Baptist Association                                                                                       | 6                             | 750                     |
| Madagaskar                     | Fivondronan’ny Fiangonana Batista Biblika eto Madagasikara                                                      | 421                           | 9.996                   |
| Malawi                         | African Baptist Assembly, Malawi, Inc.                                                                          | 800                           | 72.000                  |
| Malawi                         | Baptist Convention of Malawi                                                                                    | 2.000                         | 300.000                 |
| Malawi                         | Evangelical Baptist Church of Malawi                                                                            | 300                           | 19.000                  |
| Malaysia                       | Perhimpunan Baptist Malaysia                                                                                    | 190                           | 29.486                  |
| Mexiko                         | Convención Nacional Bautista de México                                                                          | 1.800                         | 90.000                  |
| Moldau                         | Uniunea Bisericilor Crestine Evanghelice – Baptiste din Moldova                                                 | 482                           | 19.578                  |
| Mosambik                       | Covenção Baptista de Moçambique                                                                                 | 726                           | 108.900                 |
| Myanmar                        | Kawthoolei Karen Baptist Churches (KKBC)                                                                        | 87                            | 18.208                  |
| Myanmar                        | Myanmar Baptist Convention                                                                                      | 5.319                         | 1.710.441               |
| Myanmar                        | Self Supporting Kayin Baptist Mission Society                                                                   | 97                            | 14.478                  |
| Myanmar                        | Zomi Baptist Convention of Myanmar                                                                              | 190                           | 15.777                  |
| Namibia                        | Baptist Convention of Namibia                                                                                   | 45                            | 8.849                   |
| Nepal                          | Nepal Baptist Church Council                                                                                    | 246                           | 20.971                  |
| Neuseeland                     | Baptist Union of New Zealand                                                                                    | 243                           | 21.284                  |
| Nicaragua                      | Convención Bautista de Nicaragua                                                                                | 289                           | 85.000                  |
| Niederlande                    | Unie van Baptistengemeenten in Nederland                                                                        | 82                            | 9.695                   |
| Niger                          | Union des Églises évangéliques baptistes du Niger (englisch: Union of Evangelical Baptist Churches of Niger)    | 41                            | 5000                    |
| Nigeria                        | Mambilla Baptist Convention                                                                                     | 290                           | 36.100                  |
| Nigeria                        | Nigerian Baptist Convention                                                                                     | 13.654                        | 8.000.637               |
| Norwegen                       | Det Norske Baptistsamfunn                                                                                       | 103                           | 6.651                   |
| Österreich                     | Bund der Baptistengemeinden in Österreich                                                                       | 31                            | 2.282                   |
| Panama                         | Convención Bautista de Panamá                                                                                   | 117                           | 4.800                   |
| Papua-Neuguinea                | Baptist Union of Papua New Guinea, Inc.                                                                         | 489                           | 84.000                  |
| Paraguay                       | Convención Evangélica Bautista del Paraguay                                                                     | 290                           | 21.500                  |
| Peru                           | Convención Evangélica Bautista del Perú                                                                         | 166                           | 14.000                  |
| Philippinen                    | Baptist Conference of the Philippines, Inc.                                                                     | 430                           | 35.000                  |
| Philippinen                    | Convention of Philippine Baptist Churches, Inc.                                                                 | 1.079                         | 600.000                 |
| Philippinen                    | Convention of Visayas and Mindanao of Southern Baptist Churches                                                 | 1.700                         | 200.000                 |
| Philippinen                    | General Baptist Churches of the Philippines, Inc                                                                | 275                           | 18.000                  |
| Philippinen                    | Luzon Convention of Southern Baptist Churches, Inc.                                                             | 508                           | 49,501                  |
| Polen                          | Kościoł Chrześcijan Baptystów w Rzeczypospolitej Polskiej                                                       | 102                           | 5.390                   |
| Portugal                       | Convenção Baptista Portuguesa                                                                                   | 72                            | 4.800                   |
| Ruanda                         | Association des Eglises Baptistes au Rwanda                                                                     | 210                           | 57.015                  |
| Ruanda                         | Communauté des Eglises Chretiennes en Afrique                                                                   | 204                           | 55.518                  |
| Ruanda                         | Reformed Baptist Convention in Rwanda                                                                           | 149                           | 662.475                 |
| Ruanda                         | Union of Baptist Churches in Rwanda                                                                             | 120                           | 257.613                 |
| Rumänien                       | Convenția Bisericilor Creștine Baptiste Maghiare din România (Romániai Magyar Baptista Gyülekezetek Szövetsége) | 253                           | 8.321                   |
| Rumänien                       | Uniunea Bisericilor Creştine Baptiste din România                                                               | 1.697                         | 83.853                  |
| Russland                       | Euro-Asiatic Federation of Unions of Evangelical Christians-Baptist                                             | 237                           | 16.530                  |
| Russland                       | Russian Union of Evangelical Christians-Baptists                                                                | 1.674                         | 68.166                  |
| Sambia                         | Baptist Convention of Zambia                                                                                    | 1.038                         | 143.840                 |
| Sambia                         | Baptist Fellowship of Zambia                                                                                    | 2.000                         | 180.000                 |
| Sambia                         | Baptist Union of Zambia                                                                                         | 1.000                         | 220.000                 |
| Schweden                       | Equmeniakyrkan                                                                                                  | 650                           | 61.000                  |
| Schweiz                        | Bund Schweizer Baptistengemeinden                                                                               | 11                            | 1.016                   |
| Serbien                        | Savez baptističkih crkava u Srbiji                                                                              | 41                            | 930                     |
| Serbien                        | Savez Hrišćanskih Bašptističkih Crkava – Srbija                                                                 | 16                            | 345                     |
| Sierra Leone                   | Baptist Convention of Sierra Leone                                                                              | 40                            | 24.000                  |
| Simbabwe                       | Baptist Convention of Zimbabwe                                                                                  | 423                           | 45.300                  |
| Simbabwe                       | Baptist Union of Zimbabwe                                                                                       | 72                            | 4.933                   |
| Simbabwe                       | Evangelical Baptist Churches of Zimbabwe                                                                        | 67                            | 7.690                   |
| Simbabwe                       | National Baptist Convention of Zimbabwe                                                                         | 37                            | 4.695                   |
| Simbabwe                       | United Baptist Church of Zimbabwe                                                                               | 140                           | 11.517                  |
| Singapur                       | Singapore Baptist Convention                                                                                    | 37                            | 10.000                  |
| Slowakei                       | Bratská Jednota Baptistov                                                                                       | 27                            | 1.852                   |
| Slowenien                      | Zveza Baptističnih cerkva v republiki Sloveniji                                                                 | 7                             | 160                     |
| Spanien                        | Unión Evangélica Bautista de España                                                                             | 101                           | 11.284                  |
| Sri Lanka                      | Sri Lanka Baptist Sangamaya                                                                                     | 39                            | 6.509                   |
| St. Kitts und Nevis            | St. Kitts Baptist Association                                                                                   | 3                             | 600                     |
| St. Vincent und die Grenadinen | St. Vincent Baptist Convention                                                                                  | 7                             | 1.632                   |
| Südafrika                      | Baptist Association of South Africa                                                                             | 25                            | 2.000                   |
| Südafrika                      | Baptist Convention of South Africa                                                                              | 175                           | 28.000                  |
| Südafrika                      | Baptist Mission of South Africa                                                                                 | 18                            | 1.500                   |
| Südafrika                      | Baptist Union of Southern Africa                                                                                | 562                           | 36.711                  |
| Sudan                          | Sudan Interior Church                                                                                           | 300                           | 35.000                  |
| Südsudan                       | Baptist Convention of South Sudan                                                                               | 251                           | 22.580                  |
| Südsudan                       | Faith Evangelical Baptist Church – South Sudan                                                                  | 213                           | 14.079                  |
| Syrien                         | Baptist Convention of Syria                                                                                     | 11                            | 800                     |
| Taiwan                         | Chinese Baptist Convention                                                                                      | 248                           | 23.180                  |
| Tansania                       | Baptists’ Church of Tanzania                                                                                    | 1.300                         | 2.660.000               |
| Thailand                       | 12th District of Church of Christ in Thailand                                                                   | 130                           | 10.615                  |
| Thailand                       | Thailand Baptist Convention                                                                                     | 180                           | 23.000                  |
| Thailand                       | Thailand Karen Baptist Convention                                                                               | 219                           | 41.566                  |
| Thailand                       | Thailand Lahu Baptist Convention                                                                                | 95                            | 9.078                   |
| Togo                           | Convention Baptiste du Togo                                                                                     | 535                           | 22.748                  |
| Trinidad und Tobago            | Baptist Union of Trinidad and Tobago                                                                            | 24                            | 3.948                   |
| Tschad                         | Eglise Baptiste Evangelique du Tchad                                                                            | 5                             | 121                     |
| Tschechien                     | Bratrská Jednota Baptistů v České republice                                                                     | 43                            | 2.326                   |
| Türkei                         | Türkiye Baptist Kiliseleri Birliği                                                                              | 7                             | 360                     |
| Turks- und Caicosinseln        | Turks and Caicos Islands Baptist Union Inc.                                                                     | 13                            | 612                     |
| Uganda                         | Baptist Union of Uganda                                                                                         | 1.800                         | 550.000                 |
| Uganda                         | Uganda Baptist Convention                                                                                       | 1.604                         | 95.207                  |
| Ukraine                        | All-Ukrainian of Associations of Evangelical Christian-Baptists                                                 |                               |                         |
| Ungarn                         | Magyarországi Baptista Egyház                                                                                   | 299                           | 11.406                  |
| Usbekistan                     | Union of Evangelical Christian-Baptists of Uzbekistan                                                           | 60                            | 2.735                   |
| Venezuela                      | Convención Nacional Bautista de Venezuela                                                                       | 693                           | 75.000                  |
| Vereinigtes Königreich         | Baptist Union of Great Britain                                                                                  | 1.895                         | 111.208                 |
| Vereinigtes Königreich         | Baptist Union of Scotland                                                                                       | 158                           | 10.248                  |
| Vereinigtes Königreich         | Baptist Union of Wales                                                                                          | 334                           | 9.052                   |
| Vereinigte Staaten             | American Baptist Churches USA                                                                                   | 5.025                         | 1.126.527               |
| Vereinigte Staaten             | Baptist General Association of Virginia                                                                         | 1.355                         | 614.000                 |
| Vereinigte Staaten             | Baptist General Convention of Missouri (Churchnet)                                                              | 150                           | 43.000                  |
| Vereinigte Staaten             | Baptist general Convention of Texas                                                                             | 5.341                         | 1.708.415               |
| Vereinigte Staaten             | Chin Baptist Churches USA (CBCUSA)                                                                              | 111                           | 33.500                  |
| Vereinigte Staaten             | Converge (Baptist General Conference)                                                                           | 1.312                         | 322.293                 |
| Vereinigte Staaten             | Cooperative Baptist Fellowship                                                                                  | 1.800                         | 750.000                 |
| Vereinigte Staaten             | Czhechoslovak Baptist Convention of USA & Canada                                                                |                               |                         |
| Vereinigte Staaten             | District of Columbia Baptist Convention                                                                         | 157                           | 40.085                  |
| Vereinigte Staaten             | General Association of General Baptists                                                                         | 821                           | 50.365                  |
| Vereinigte Staaten             | Lott Carey Baptist Foreign Mission Society, USA                                                                 | 2.600                         | 1.160.000               |
| Vereinigte Staaten             | National Baptist Convention, USA, Inc.                                                                          | 21.145                        | 8.415.100               |
| Vereinigte Staaten             | National Baptist Convention of America, Inc. International                                                      | 12.336                        | 3.106.000               |
| Vereinigte Staaten             | National Missionary Baptist Convention of America                                                               | 300                           | 400.000                 |
| Vereinigte Staaten             | North American Baptist Conference                                                                               | 402                           | 53.000                  |
| Vereinigte Staaten             | Progressive National Baptist Convention, Inc                                                                    | 1.362                         | 1.500.000               |
| Vereinigte Staaten             | Russian-Ukrainian Evangelical Baptist Union, USA, Inc.                                                          | 14                            | 950                     |
| Vereinigte Staaten             | Seventh Day Baptist General Conference USA & Canada, LTD.                                                       | 74                            | 5.000                   |
| Vereinigte Staaten             | Union of Latvian Baptists in America (Amerikas Latviešu Baptistu Apvienība)                                     | 5                             | 104                     |
| Vereinigte Staaten             | Zomi Baptist Churches of America                                                                                | 44                            | 6.000                   |
| Vietnam                        | Baptist Convention of Vietnam (BCV)                                                                             | 509                           | 40.000                  |
| Zentralafrikanische Republik   | Association des Eglises Baptistes Evangeliques en Centrafrique                                                  | 471                           | 63.358                  |
| Zentralafrikanische Republik   | Baptist Evangelical Community in Central Africa (CEBAC)                                                         | 180                           | 60.000                  |
| Zentralafrikanische Republik   | Communauté Baptiste du Congo Nord                                                                               | 386                           | 39.400                  |
| Zentralafrikanische Republik   | Eglise Evangélique Baptiste                                                                                     | 237                           | 68.397                  |
| Zentralafrikanische Republik   | Union des Eglises Baptistes                                                                                     | 68                            | 14.400                  |
| Zentralafrikanische Republik   | Union Fraternelle des Eglises Baptistes                                                                         | 236                           | 3.000                   |

## Kirchen außerhalb des Baptistischen Weltbunds
Aufgeführt nach dem ursprünglichen oder hauptsächlichen Hauptverbreitungsgebiet der Kirche, auch wenn die Gruppe darüber hinaus verbreitet sein kann.

### Afrika
- Westafrika
  - Baptist Convention of Ghana
  - Baptist Convention of Sierra Leone
  - Union des Églises évangéliques baptistes du Niger (englisch: Union of Evangelical Baptist Churches of Niger)
  - Nigerian Baptist Convention
- Südliches Afrika
  - African United Baptist Church
  - Association des Eglises Evangéliques Baptistes de Madagascar
  - Igreja União Baptista de Moçambique
- Mittleres Afrika
  - Association of Baptist Churches of Chad
  - Églises Baptistes de la RCA
  - Communauté Baptiste du Zaire Ouest
  - Communauté Baptiste du Flueve Zaire

### Asien und Ozeanien
- China
  - Fellowship of ABWE Churches (Die Abkürzung ABWE steht für Alliance of Baptists for World Evangelism.)
  - Hong Kong Conservative Baptist Association

- Indien
  - Ao Baptist Arogo Mungdang
  - Apatani Christian Fellowship
  - Baptist Christian Association
  - Bengal Baptist Fellowship
  - Bengal Orissa Bihar Baptist Convention
  - Council of Baptist Churches in Northern India
  - Council of Baptist Churches in Northeast India
  - Gospel Association of India
  - Rabha Baptist Church Union
  - Samavesam of Telugu Baptist Churches
  - Separate Baptists in Christ
  - Seventh Day Baptist Church
  - Tamil Baptist Churches

- Indonesien
  - Gereja Baptis Independent di Indonesia
  - Persekutuan Gereja – Gereja Baptis Irian Jaya
  - Sinode Gereja Kristen Baptis Jakarta

- Japan
  - Free Will Baptist (Fukuin baputesuto senkyō-dan)
  - Japan Baptist Association (Nihon baputesuto rengō)
  - Japan Baptist Church Association (Nihon baputesuto kyōkai rengō)
  - Japan Baptist Yokohama Church (Nihonbaputesutoyokohamakyōkai)

- Philippinen
  - Association of Fundamental Baptist Churches in the Philippines
  - Philippine Chinese Baptist Convention

- Ozeanien
  - Fiji Baptist Mission
  - Marianas Association of General Baptists
  - Solomons Baptist Association

### Europa, Eurasien und Naher Osten
- Britische Inseln
  - Association of Baptist Churches in Ireland
  - Ireland Baptist Youth Association
  - Association of Grace Baptist Churches
  - Grace Baptist Assembly
  - Old Baptist Union
  - Strict Baptists
- Weitere europäische Inselstaaten
  - Baptisten auf Malta
  - Baptisten in Island
- Kontinentaleuropa und Eurasien
  - Albanien
    - Albanian Baptist Union

  - Italien
    - Chiese Evangeliche Riformate Battiste in Italia

  - Kasachstan
    - Baptist Union of Kazakhstan

  - Kirgisistan
    - Union of Evangelical Christians-Baptists of Kyrgyzstan

  - Niederlande
    - ABC - Alliantie van Baptisten en CAMA gemeenten

  - Nordmazedonien
    - Union of the Baptist Christians in North Macedonia

  - Schweden
    - Oerebro Charismatic Baptist Interlink New Life Mission

  - Slowenien
    - Evangelijska krščanska cerkev

  - Spanien
    - Federación de Iglesias Evangélicas Independientes de España
    - Comuniôn Bautista Independiente

  - Tadschikistan
    - Union of Evangelical Christians - Baptists

  - Ukraine
    - Brotherhood of Independent Baptist Churches and Ministries of Ukraine

  - Ungarn
    - Baptist Union von Ungarn

- Naher Osten
  - Syrian Baptist Convention
- International Baptist Convention (Die Vereinigung arbeitet im gesamten Bereich der Europäisch-Baptistischen Föderation (EBF); sie ist assoziiertes Mitglied des Bundes Evangelisch-Freikirchlicher Gemeinden und der EBF.)

### Karibik
- Antigua und Barbuda
  - Antigua Baptist Association
- Cayman Islands
  - Cayman Island Baptist Church
  - First Baptist Church of Grand Cayman
- Dominica
  - Dominica Baptist Union
- Puerto Rico (USA)
  - Convention of Baptist Churches of Puerto Rico
- Trinidad und Tobago
  - Fundamental Baptist Mission
  - Trinidad and Tobago Baptist Association
  - Union of Independent Baptist Churches

### Nordamerika

#### Kanada
- - Association of Regular Baptist Churches
  - Atlantic Region Ministries
  - Baptist General Conference of Canada
    - Central Canada Baptist Conference
    - Baptist Convention of Ontario and Quebec
    - Baptist Union of Western Canada
    - Convention of Atlantic Baptist Churches
    - Union D'Églises Baptistes Françaises au Canada

  - Canadian Convention of Southern Baptists
  - Covenanted Baptist Church of Canada
  - Fellowship of Evangelical Baptist Churches in Canada
  - Landmark Missionary Baptist Association of Quebec
  - Primitive Baptist Conference of New Brunswick, Maine and Nova Scotia
  - Sovereign Grace Fellowship of Canada
  - Ukrainian Evangelical Baptist Convention of Canada
  - Union of Slavic Churches of Evangelical Christians and Slavic Baptists of Canada

#### Vereinigte Staaten
- - Alliance of Baptists
  - American Baptist Association
  - Association of Reformed Baptist Churches of America
  - Association of Welcoming and Affirming Baptists
  - Baptist Bible Fellowship International
  - Baptist Bible Translators
  - Baptist Churches Planting Ministry
  - Baptist Fundamental Ministries for Jewish Evangelism
  - Baptist General Conference
  - Baptist Missionary Association of America
  - Baptist Peace Fellowship
  - Central Baptist Association
  - Christian Unity Baptist Association
  - Colored Primitive Baptists
  - Conservative Baptist Association of America
  - Continental Baptist Churches
  - Evangelical Free Baptist Church
  - Full Gospel Baptist Church Fellowship
  - Fundamental Baptist Fellowship Association
  - Fundamental Baptist Fellowship of America
  - General Association of Baptists
  - General Association of Regular Baptist Churches
  - General Conference of the Evangelical Baptist Church
  - General Six-Principle Baptists
  - Independent Baptist Church of America
  - Independent Baptist Fellowship International
  - Independent Baptist Fellowship of North America
  - Institutional Missionary Baptist Conference of America
  - Interstate & Foreign Landmark Missionary Baptist Association
  - Landmark Baptists
  - Liberty Baptist Fellowship
  - Macedonia Baptist World Missions
  - Mainstream Baptist Network
  - National Association of Free Will Baptists
  - National Baptist Evangelical Life and Soul Saving Assembly of the U.S.A.
  - National Primitive Baptist Convention of the U.S.A.
  - New Testament Association of Independent Baptist Churches
  - Old Regular Baptist
  - Old Time Missionary Baptist
  - Original Free Will Baptist Convention
  - Primitive Baptist
  - Reformed Baptist
  - Regular Baptist
  - Roger Williams Fellowship
  - Separate Baptist
  - Separate Baptists in Christ
  - Southern Baptist Convention
  - Southwide Baptist Fellowship
  - Sovereign Grace Baptists
  - California American Baptist Split
  - Two-Seed-in-the-Spirit Predestinarian Baptists
  - United American Free Will Baptist Church
  - United American Free Will Baptist Conference
  - United Baptists
  - Unregistered Baptist Fellowship
  - World Baptist Fellowship
  - Worldwide Baptist New Testament Missions

#### Vereinigte Staaten – Regionale Gesellschaften
- - Association of Fundamental Baptist Churches of Northern California
  - Association of Independent Baptist Churches of Illinois
  - Dakota Baptist Association
  - Empire State Fellowship of Regular Baptist Churches
  - Independent Fundamental Baptist Association of Michigan
  - Inter-Mountain Baptist Fellowship
  - Minnesota Baptist Association
  - Mountain States Baptist Fellowship
  - New England Evangelical Baptist Fellowship
  - Southern Baptists of Texas
  - Wisconsin Fellowship of Baptist Churches

### Süd- und Mittelamerika
- Mittelamerika
  - Costa Rica
    - Convención Bautista de Costa Rica
    - Union Nacional de Iglesias Bautistas de Costa Rica

- Südamerika
  - Brasilien
    - Convenção Batista Bíblica
    - Convenção Batista Independente
    - Igrejas Batistas da Paz
    - Convenção Batista Regular

  - Chile
    - Convención Evangélica Bautista de Chile

  - Guyana
    - Guyana Missionary Baptist Church

  - Kolumbien
    - Colombia Baptist Youth Union

  - Uruguay
    - Convención Evangélica Bautista del Uruguay

  - Venezuela
    - Venezuela Mainstream Baptists

  - Andere Länder
    - Latin American Baptist Youth Congress
    - Asamblea Evangélica Luz y Verdad